# Will Cummings
Will Cummings (ur. 7 października 1992 w Jacksonville) – amerykański koszykarz, występujący na pozycjach rozgrywającego, aktualnie zawodnik Lokomotiwu Kubań.
W 2015 reprezentował Houston Rockets, podczas letniej ligi NBA w Las Vegas. Rok później występował w barwach San Antonio Spurs w Las Vegas i Salt Lake City.

## Osiągnięcia
Stan na 21 października 2022, na podstawie, o ile nie zaznaczono inaczej.
NCAA
- Uczestnik:
  - rozgrywek II rundy turnieju NCAA (2013)
  - meczu gwiazd NCAA – Reese's College All-Star Game (2015)
- Mistrz sezonu regularnego konferencji American Athletic (AAC – 2012)
- Zaliczony do I składu:
  - AAC (2015)
  - turnieju:
    - AAC (2015)
    - Coaches vs. Classic (2015)
- Lider AAC w liczbie:
  - przechwytów (67 – 2015)
  - celnych rzutów wolnych (189 – 2015)
  - rozegranych minut (1224 – 2015)

Drużynowe
- Mistrz Eurocup (2018)
- 3. miejsce podczas mistrzostw Niemiec (2019)
- Finalista pucharu Grecji (2017)

Indywidualne
- MVP:
  - ligi francuskiej (2022)
  - niemieckiej ligi BBL (2019)
  - tygodnia D-League (4.04.2016)
- Zaliczony do:
  - I składu:
    - niemieckiej ligi BBL (2019)
    - debiutantów D-League (2016)

  - II składu D-League (2016)
- Uczestnik:
  - D-League (2016)
  - ligi niemieckiej (2019)
- Lider strzelców ligi:
  - greckiej (2017)
  - niemieckiej (2019)